# Округ Ел Пасо (Колорадо)
Округ Ел Пасо (енгл. El Paso County) је округ у америчкој савезној држави Колорадо. По попису из 2010. године број становника је 622.263. Седиште округа је град Колорадо Спрингс.

## Демографија
Према попису становништва из 2010. у округу је живело 622.263 становника, што је 105.334 (20,4%) становника више него 2000. године.
| Група             | 2000.           | 2010.           |
| Белци             | 393.819 (76,2%) | 447.947 (72,0%) |
| Афроамериканци    | 33.670 (6,5%)   | 38.492 (6,2%)   |
| Азијати           | 13.099 (2,5%)   | 17.055 (2,7%)   |
| Хиспаноамериканци | 58.401 (11,3%)  | 93.665 (15,1%)  |
| Укупно            | 516.929         | 622.263         |